# Vallée d'Izborsk-Maly
La vallée d'Izborsk-Maly (en russe : Изборско-Мальская долина, Izborsko-Malsaïa dolina) est une vallée fortement érodée et une aire protégée du nord-ouest de l'oblast de Pskov, dans la partie européenne de la Russie, proche de la frontière avec l'Estonie. Elle se situe entièrement dans le raïon de Petchory, et s'étend d'Izborsk, en passant par les lacs Gorodichtchenskoïe et Malskoïe, jusqu'au village de Vachina Gora. La vallée est empruntée successivement par les rivières Smolka, Skhidnitsa et Obdekh. 
La vallée, déclarée monument naturel d'importance régionale en 2008, concentre sur un territoire protégé de 1 792 hectares de nombreuses espèces de faune et flore, mais aussi divers patrimoines naturels, comme les sources de Sloven, ainsi que du patrimoine culturel avec le monastère de Maly et le village millénaire d'Izborsk qui possède une des forteresses les mieux conservées de Russie.
Les hauteurs de la vallée, comme la colline fortifiée de Trouvor et la tour Loukovka de la forteresse d'Izborsk offrent des panoramas exceptionnels sur la vallée.

## Géographie

### Situation
La vallée d'Izborsk-Maly, du nom des hameaux d'Izborsk et de Maly, est une petite vallée russe située dans la partie la plus occidentale du pays, proche de la frontière avec l'Estonie, dans l'oblast de Pskov, dans le raïon de Petchory,.  
La vallée s'étend du village d'Izborsk, extrémité sud-ouest, au village de Vichina Gora au nord. La vallée héberge deux autres lacs, les lacs Gorodichtchenskoïe (ou du Gorodichtché) et Malskoïe. Les rivières Smolka, Skhidnitsa et Obdekh coulent successivement dans la vallée. L'Obdekh continue après la vallée son cours pour se jeter dans le lac de Pskov (ou de Pihkva). 

### Aire protégée
L'aire protégée du même nom est plus grande, étant donnée qu'elle englobe le lac Tchernoïe au sud-est d'Izborsk. Cette aire a une superficie de 1 792 hectares, dont 547 hectares d'espaces forestiers. Elle est une aire protégée depuis le 24 juin 2008, en tant que monument naturel, soit de catégorie III sur l'échelle de l'UICN.

### Relief et géologie

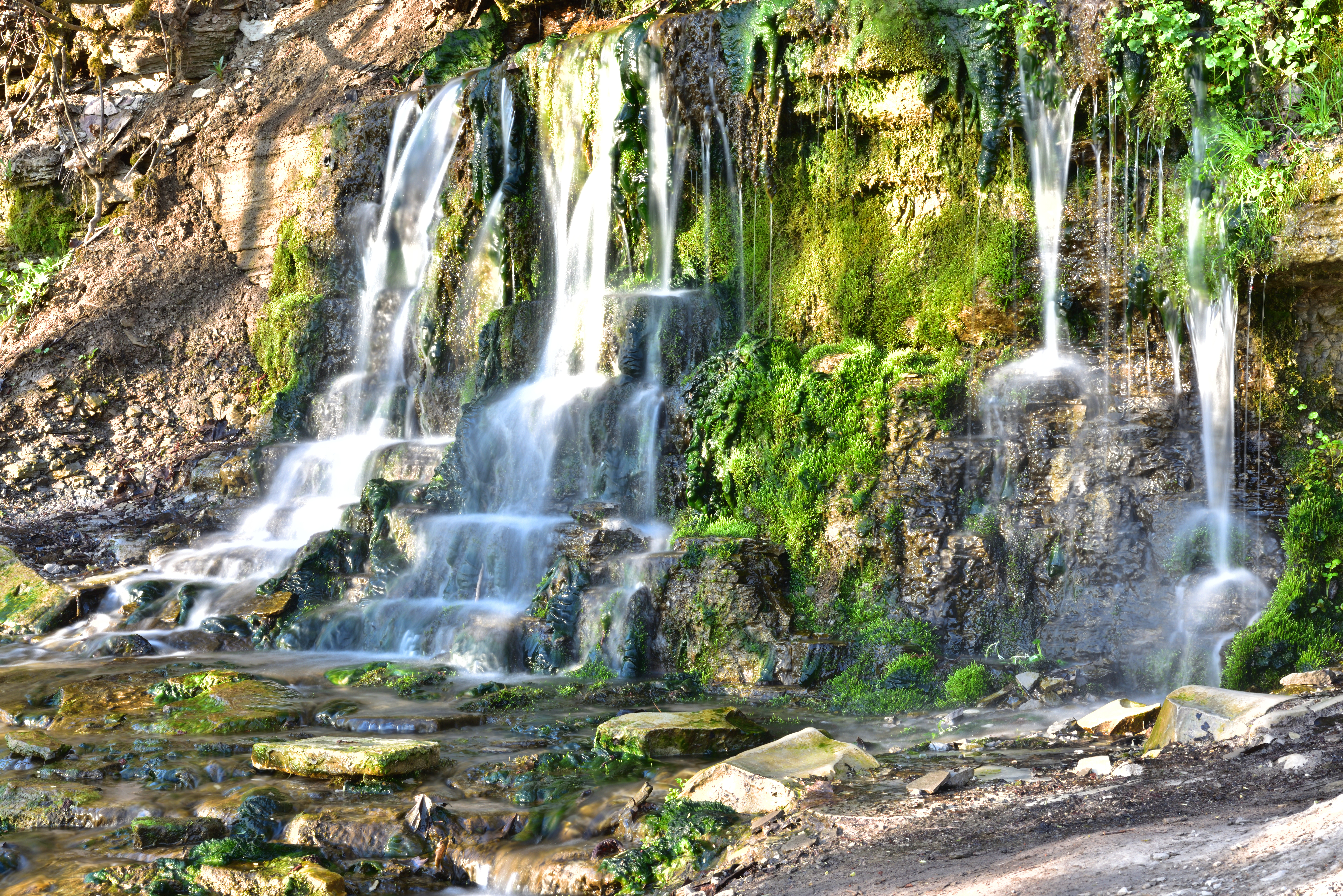
Sources de Sloven.

La vallée commence dans le village d'Izborsk, et s'étend en direction nord-ouest jusqu'aux villages de Maly et Vachina Gora. La largeur de la vallée est grande 500 à 800 mètres, tandis que sa profondeur est de 40 à 50 mètres. La vallée est composée de , et le fond de la vallée est plat. 
Elle est empruntée par les rivières Smolka, Skhidnitsa et Obdekh avec une plaine inondable. À Vachina Gora, la rivière Obdekh fait un virage serré vers le nord-est en direction du lac de Pskov. Il y a aussi un réseau d'eaux souterraines, jouant un rôle dans l'alimentation des lacs. Les lacs sont ainsi plus froids et plus minéralisés que les autres lacs de la région. Dans le lac du Gorodichtché, la minéralisation totale dépasse 500 mg/L. Près de ce lac, il y a les sources de Sloven, du nom du fondateur d'Izborsk,. On compte aussi d'autres sources, dont celle de Saint-Nicolas, la source Kipoun, la source Podaltarny et la source Bogoroditski.
D'un point de vue géologique, la vallée est composée d'affleurements du substrat rocheux du Dévonien, de reliefs érodés par des glaciers. Plus précisément, on retrouve des reliefs karstiques érodés,. L'érosion a principalement eut lieu pendant la dernière glaciation il y a 10 à 12 mille ans.

## Biodiversité

### Flore
La vallée d'Izborsk-Maly est peu touchée par les activités humaines. Dans la vallée, on compte 562 espèces de flore. appartenant à 94 familles, dont une abondance de certaines espèces rares. Il y a 72 espèces de plantes vasculaires protégées à l'échelle de l'oblast, et 14 espèces de plantes protégées au niveau du Nord-ouest. On recense 7 espèces dans le Livre rouge de Russie, avec le sabot de Vénus, le céphalanthère rouge, Dactylorhiza baltica (es), l'orchis guerrier, le liparis de Loesel, la pulsatille des pré et la swertie vivace. Dans l'oblast de Pskov, on retrouve certaines espèces que dans la vallée, dont la capillaire des murailles, la saxifrage à trois doigts, la swertie vivace et le choin ferrugineux. Deux autres espèces se trouvent uniquement dans la vallée et sur les rives de la rivière Velikaïa : Cotoneaster melanocarpus et l'anémone sauvage.
Concernant les mousses et les lichens, on recense 90 espèces de mousses et 97 de lichens dans la vallée. Certaines sont protégées, et des scientifiques de l'Université fédérale de Pskov ont introduit des lobaria pulmonaria sur la réserve, lichen inscrit sur le Livre rouge de Russie, et qui est extrêmement rare dans l'oblast et le Nord-Ouest de la Russie. Les algues sont présentes, avec une prédominance d'halophytes et d'algues rouges. On retrouve aussi dans le lac Tchernoïe Cladophora aegagropila, algue verte  inscrit sur le livre rouge de l'oblast de Pskov.
Les marécages sont assez grands dans la vallée, et sont situées surtout entre les lacs du Gorodichtché et Malskoïe. Ces marécages contiennent une abondance d'espèces rares, parmi lesquelles des orchidées, il y a des choin ferrigueux, de la seslérie bleue, de la primevère farineuse, de la grassette commune ou bien de la saxifrage œil-de-bouc. 
Dans la zone nord de la vallée, notamment vers Vachina Gora, se concentre de vastes forêts de pins. Dans le sud de la vallée, on retrouve des forêts d'épicéas, de chênes, avec aussi des feuillus comme le tilleul commun et l'érable sycomore. La flore pour les arbres est typique de la zone méridionale de la taïga. Il y a aussi des aulnaies, des bouleaux et des trembles.

### Faune

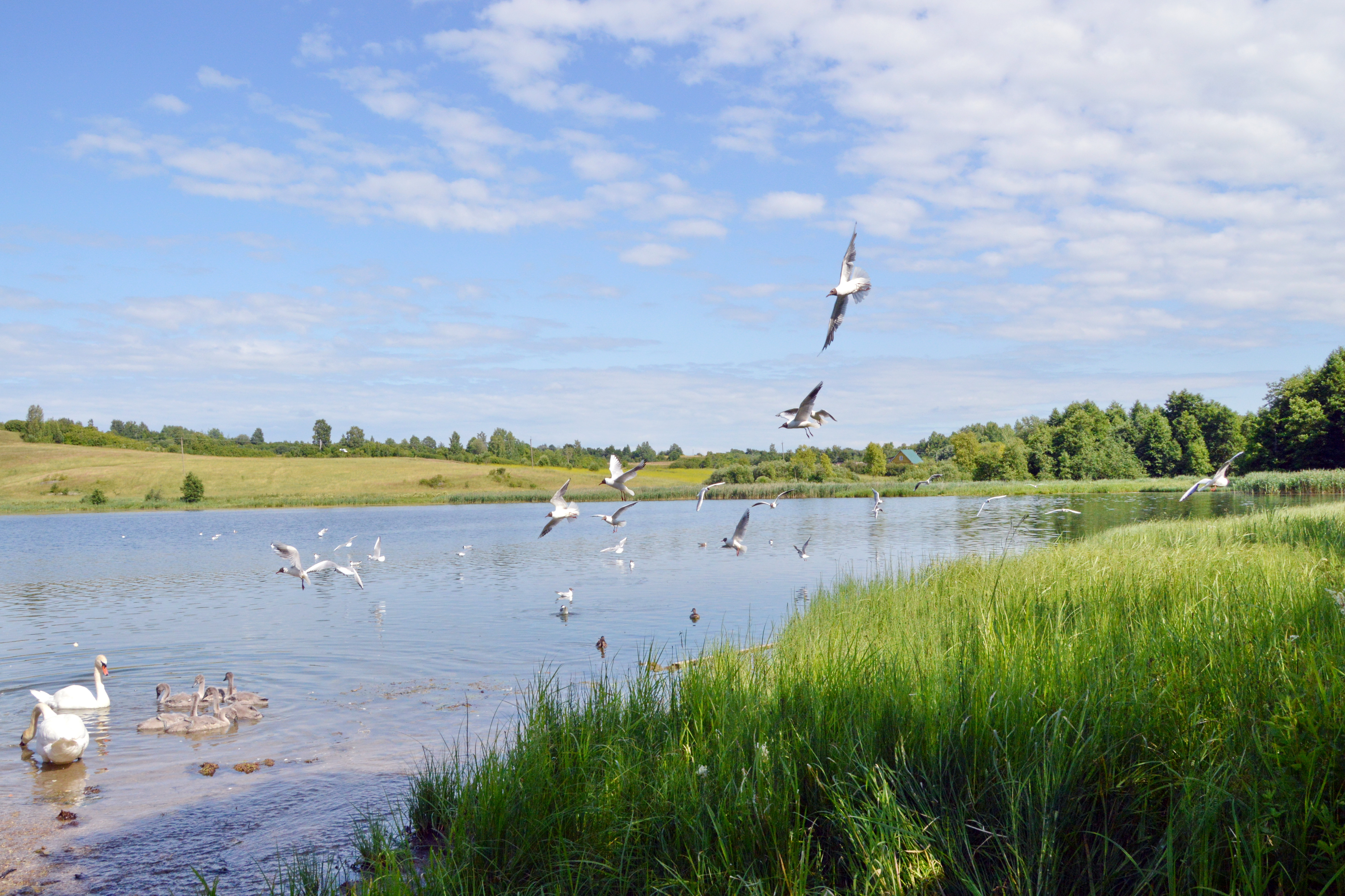
Oiseaux au lac du Gorodichtché.

Le territoire abrite environ 200 espèces d'animaux. Il y a 132 espèces d'oiseaux, 37 espèces de mammifères, 10 espèces de poissons, 6 espèces d'amphibiens et 5 espèces de reptiles. Plusieurs espèces rares dans l'oblast de Pskov sont représentées, dont chez les oiseaux le pipit des prés, la rousserolle effarvatte et la rousserolle turdoïde.  Chez les mammifères rares de l'oblast, il y a la musaraigne masquée, la musaraigne pygmée et la sicista betulina, tandis que chez les amphibiens, on compte la grenouille des champs et le pélobate brun.
La richesse de la vallée en avifaune s'explique par la situation de la vallée, sur les routes migratoires entre la mer Blanche et la Baltique. Certaines de ces espèces de passage sont protégées au niveau fédéral, comme l'aigle royal, la pygargue à queue blanche et le balbuzard pêcheur.

## Patrimoine
Plusieurs monuments de la vallée sont classés aux objets patrimoniaux culturels de Russie, liés au peuplement tôt de la vallée. L'histoire de la vallée est en effet riche, avec le hameau d'Izborsk mentionnée dès 862 dans la Chronique des temps passés.

Monuments du nord au sud :
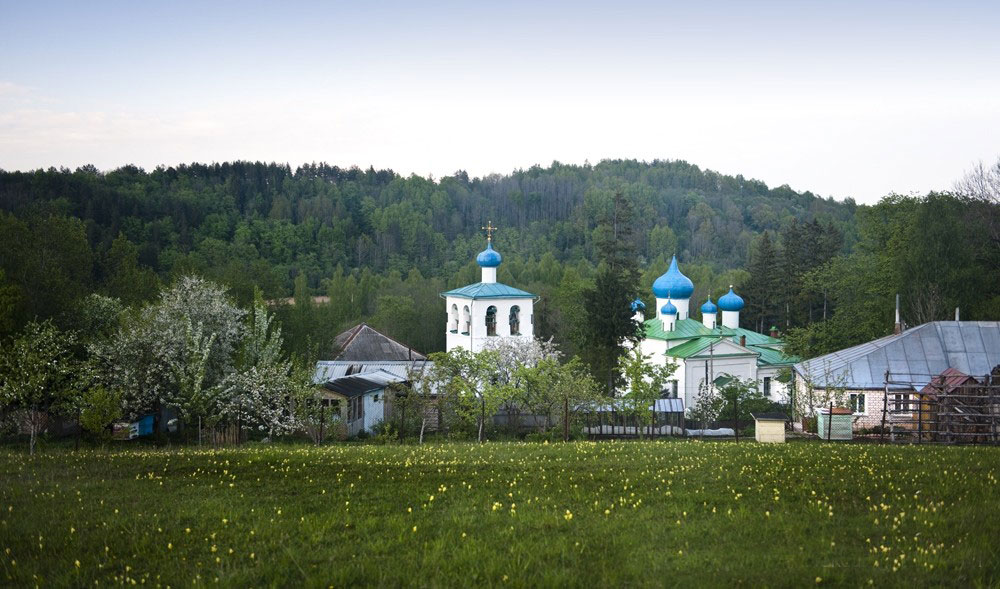
Monastère de Malsky.
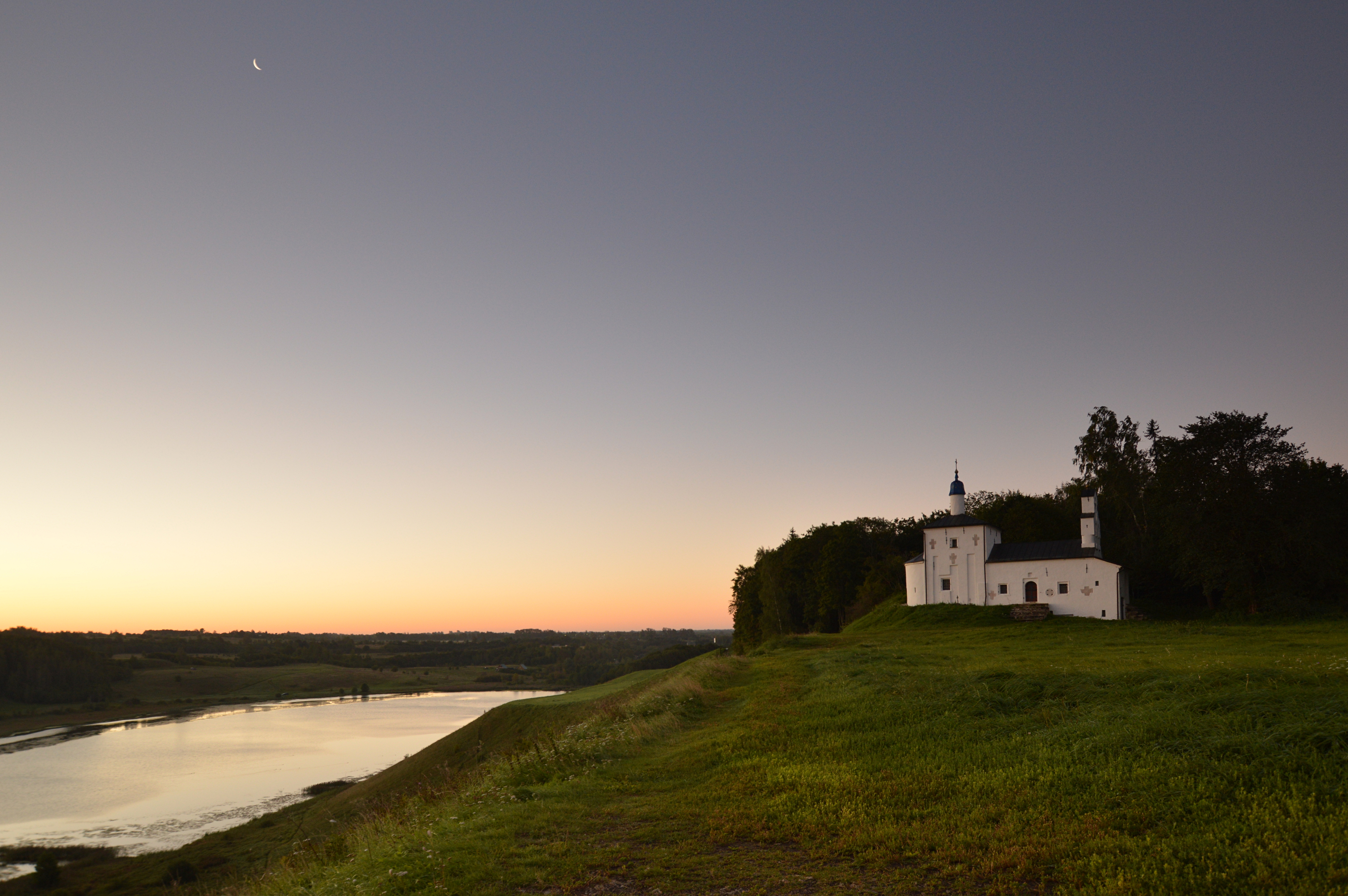
Église Saint-Nicolas-le-Thaumaturge-du-Gorodichtché dominant le lac éponyme à la tombée de la nuit.
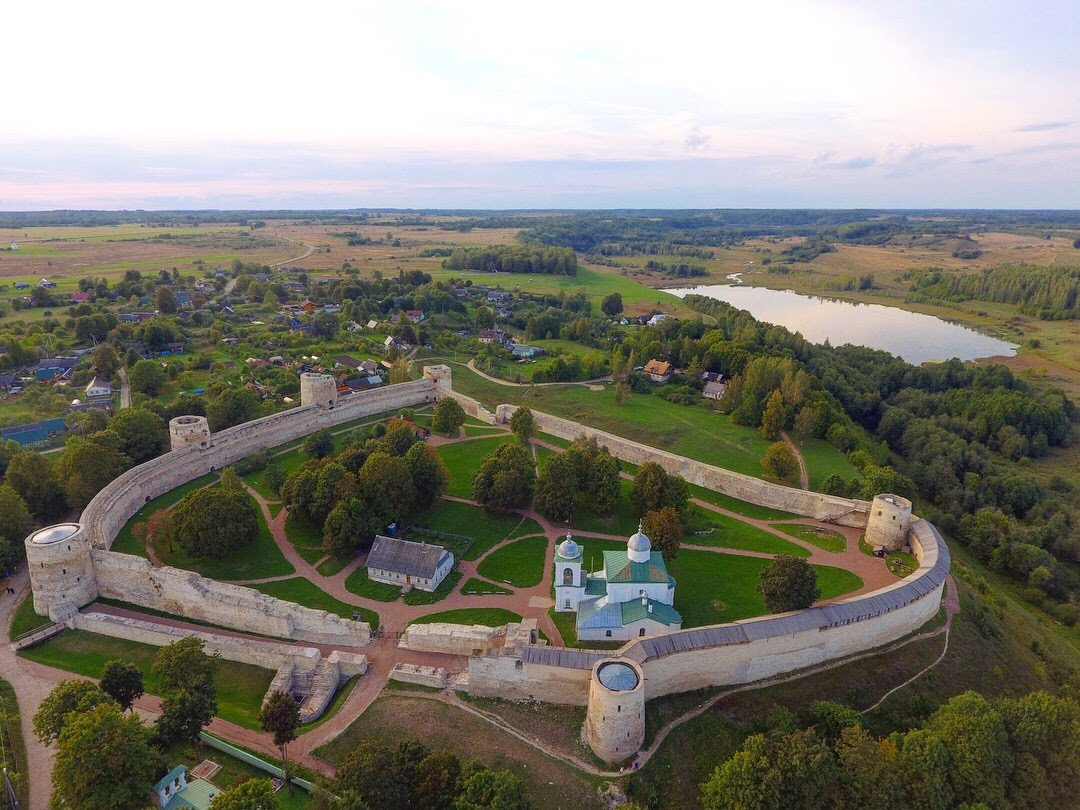
Forteresse d'Izborsk et le village avec la vallée en fond.